# Takajama Hirojosi
Takajama Hirojosi (1974. március 18. –) japán nemzetközi labdarúgó-játékvezető.

## Pályafutása

### Nemzetközi játékvezetés
A Japán labdarúgó-szövetség Játékvezető Bizottsága (JB) terjesztette fel nemzetközi játékvezetőnek, a Nemzetközi Labdarúgó-szövetség (FIFA) 2004-től tartotta nyilván bírói keretében. Több nemzetek közötti válogatott és klubmérkőzést vezetett. FIFA JB besorolás szerint 2008-tól elit kategóriás bíró.

#### Világbajnokság
A világbajnoki döntőhöz vezető úton Dél-Afrikába a XIX., a 2010-es labdarúgó-világbajnokságra és Brazíliába a XX., a 2014-es labdarúgó-világbajnokságra a FIFA JB bíróként alkalmazta. A selejtezők során az AFC zónában tevékenykedett.

##### 2010-es labdarúgó-világbajnokság
| Időpont           | Helyszín                    | Mérkőzés típusa     | Mérkőzés                | Eredmény | Nézők száma |
| ----------------- | --------------------------- | ------------------- | ----------------------- | -------- | ----------- |
| 2007. október 21. | Nemzeti Stadion, Ulánbátor  | előselejtező        | Mongólia–Dél-Korea      | 1 : 4    | 4 870       |
| 2008. március 26. | Központi Stadion, Szingapúr | 3. kör (4. csoport) | Szingapúr–Libanon       | 2 : 0    | 10 118      |
| 2008. június 14.  | Olimpiai Stadion, Aşgabat   | 3. kör (4. csoport) | Türkmenisztán–Dél-Korea | 1 : 3    | 11 000      |

##### 2014-es labdarúgó-világbajnokság
| Időpont          | Helyszín                      | Mérkőzés típusa      | Mérkőzés           | Eredmény | Nézők száma |
| ---------------- | ----------------------------- | -------------------- | ------------------ | -------- | ----------- |
| 2011. július 28. | Nemzeti Stadion, Kuala Lumpur | 2. kör (2. mérkőzés) | Malájzia–Szingapúr | 1 : 1    | 90 000      |

##### Ázsia Kupa
Katar rendezte a 15., a 2011-es Ázsia-kupa (AFC) labdarúgó tornát, ahol az AFC JB játékvezetőként alkalmazta.
| Időpont            | Helyszín                   | Mérkőzés típusa           | Mérkőzés           | Eredmény | Nézők száma |
| ------------------ | -------------------------- | ------------------------- | ------------------ | -------- | ----------- |
| 2009. november 14. | Nemzeti Stadion, Szingapúr | előselejtező (E. csoport) | Szingapúr–Thaiföld | 1 : 3    | 22 183      |